# 雨のエアポート
「雨のエアポート」（あめのエアポート）は、台湾出身の歌手・欧陽菲菲が、1971年12月20日に日本で発売した2枚目のシングル。

## 解説
- 本楽曲で、第5回日本有線大賞を受賞した（ただし、ノミネートされたのは次シングルの「恋の追跡（ラブ・チェイス）」であった）。

## 収録曲
- 両楽曲共に、作詞：橋本淳／作曲・編曲：筒美京平

1. 雨のエアポート（2分53秒）
2. あなたは再び帰らない（3分19秒）

## カバー
雨のエアポート
- シンガーズ・スリー - 1972年。シングル「さすらいの天使」B面。